# Cumella ocellata
Cumella ocellata är en kräftdjursart som beskrevs av Mihai Bacescu 1992. Cumella ocellata ingår i släktet Cumella och familjen Nannastacidae.
Artens utbredningsområde är Bermuda. Inga underarter finns listade i Catalogue of Life.